# Divini illius Magistri
Pour les articles homonymes, voir Magistri.
Divini illius Magistri est une encyclique du pape Pie XI, publiée le 31 décembre 1929, consacrée au thème de l'éducation chrétienne de la jeunesse. Selon le pape, trois institutions, la famille, la société civile et l'Église, concourent à cette éducation chrétienne qui est selon lui la seule véritable éducation.
Il y condamne la mixité scolaire.